# Papyrus 21
Papyrus 21 (in de nummering volgens Gregory-Aland), {\displaystyle {\mathfrak {P}}}21, of Oxyrhynchus Papyrus 1227 is een fragment van een oud handschrift van
het Nieuwe Testament in het Grieks. Het is geschreven op papyrus en bevat Matteüs 12:24-26; 12:32-33.
Op basis van het schrifttype wordt het manuscript gedateerd als vroeg-derde-eeuws.

## Beschrijving
Het handschrift is geschreven met grote, rechtopstaande unciale (hoofdletters.)
Waarschijnlijk is de tekst van dit handschrift een mengsel van teksttypes. Aland plaatst het in Categorie III.
In Matteüs 12:25 heeft het de tekstvariant ιδων δε (in plaats van ειδως δε), dit komt overeen met de Codex Bezae, corrector b van de Codex Sinaiticus, Minuskel 892, en de Latijnse tekst van de Codex Bezae (itd), de Codex Bobiensis (k); Curetoniaanse Evangeliën (c), Syrische Sinaiticus (s) en de Koptische versie. In 12:32 mist het de woorden: αυτω ουτε.
Het wordt bewaard in het Muhlenberg College (Theol. Pap.) Allentown, (Pennsylvania).